# 王彬穎
王彬穎（1952年12月28日—），前中國官員，世界智慧財產權組織官員。
王彬穎曾擔任中国商标专利事务所常務所長。她於1992年加入世界智慧財產權組織，2006年12月被任命為助理總幹事，2008年12月起擔任副總幹事，負責品牌與外觀設計部門，2014年連任。她於2020年競選世界智慧財產權組織總幹事，在第二輪投票中與新加坡的鄧鴻森競選，最後鄧鴻森以55票比28票勝出。